# HD 16754
s Eridani
Ne doit pas être confondu avec S Eridani (64 Eridani).
Désignations
s Eridani (en abrégé s Eri), également désignée HD 16754 ou HR 789, est une étoile binaire ou triple de la constellation de l'Éridan. Elle est visible à l'œil nu avec une magnitude apparente de 4,75. D'après la mesure de sa parallaxe annuelle par le satellite Gaia, le système est distant d'environ ∼ 145 a.l. (∼ 44,5 pc) de la Terre, et il s'en éloigne à une vitesse radiale héliocentrique de +18 km/s. Il est membre de l'association de la Colombe (en), un groupe d'étoiles qui partagent un mouvement commun dans l'espace.
s Eridani a été identifiée comme étant une binaire astrométrique à partir de la mesure de son mouvement propre par le satellite Hipparcos,. Zuckerman et al. (2011) la considèrent comme un système stellaire multiple, avec comme composante primaire une étoile blanche de la séquence principale brillante accompagnée d'un compagnon de type M à une distance angulaire de 25 secondes d'arc au nord. Le compagnon astrométrique de la primaire reste quant à lui non résolu.
La composante primaire est donc une étoile blanche de la séquence principale de type spectral A1 Vb. Les modèles d'évolution stellaire lui donnent un âge de 212 millions d'années, mais son appartenance à l'association de la Colombe suggère qu'elle serait beaucoup plus jeune et âgée de seulement 30 millions d'années. Sa vitesse de rotation reste incertaine. Díaz et al. (2011) montrent une vitesse de rotation projetée élevée de 168 km/s. Cependant, Ammler-von Eiff et Reiners (2012) ont trouvé une vitesse de rotation beaucoup plus basse, de 13 km/s.
Son compagnon visible est une naine rouge dont le type spectral est dans la gamme M2-5V. Le système est une source d'émission de rayons X d'une luminosité de 924 × 1020 W, qui sont très probablement émis par cette composante ainsi que par le compagnon astrométrique.